# Ernst Bauermeister & Söhne
Ernst Bauermeister & Söhne war ein deutscher Motorrad- und Automobilhersteller, der in Berlin-Baumschulenweg zwischen 1924 und 1931 Fahrzeuge produzierte.

## Beschreibung
Unter dem Namen E.B.S. wurden dreirädrige Personenwagen – auch Motordreirad genannt – hergestellt. Es waren die Typen EBS Transport- und Geschäftsmotordreirad Typ LR 200, LR 250 und LR 350. Eine andere Quelle nennt nur LR 200 und LR 250 für die Zeit von 1924 bis 1926, die als Hinterlader mit Pritsche oder Kasten erhältlich waren. Darauf folgten von 1926 bis 1930 der LR 400 und der LR 750, die zusätzlich als Droschke und Lastzug zur Wahl standen.
Außerdem stellte das Unternehmen sogenannte Leichtmotorräder als Einzylinder-Viertaktmotorfahrzeuge in verschiedenen Hubraumklassen Kubikzentimeter her.